# Kraton
Un kraton est, à Java, un palais royal. Le mot vient de ratu, « reine ». Un palais princier s'appelle puro ou dalem.
La forme indonésienne du mot est keraton. Une autre forme encore est kedaton. Le mot est utilisé dans d'autres régions d'Indonésie pour désigner un palais royal, par exemple dans l'ancien royaume de Kutai Kartanegara dans la province de Kalimantan oriental à Bornéo.
Les kraton encore existants sont les suivants, désignés sous leur nom officiel :

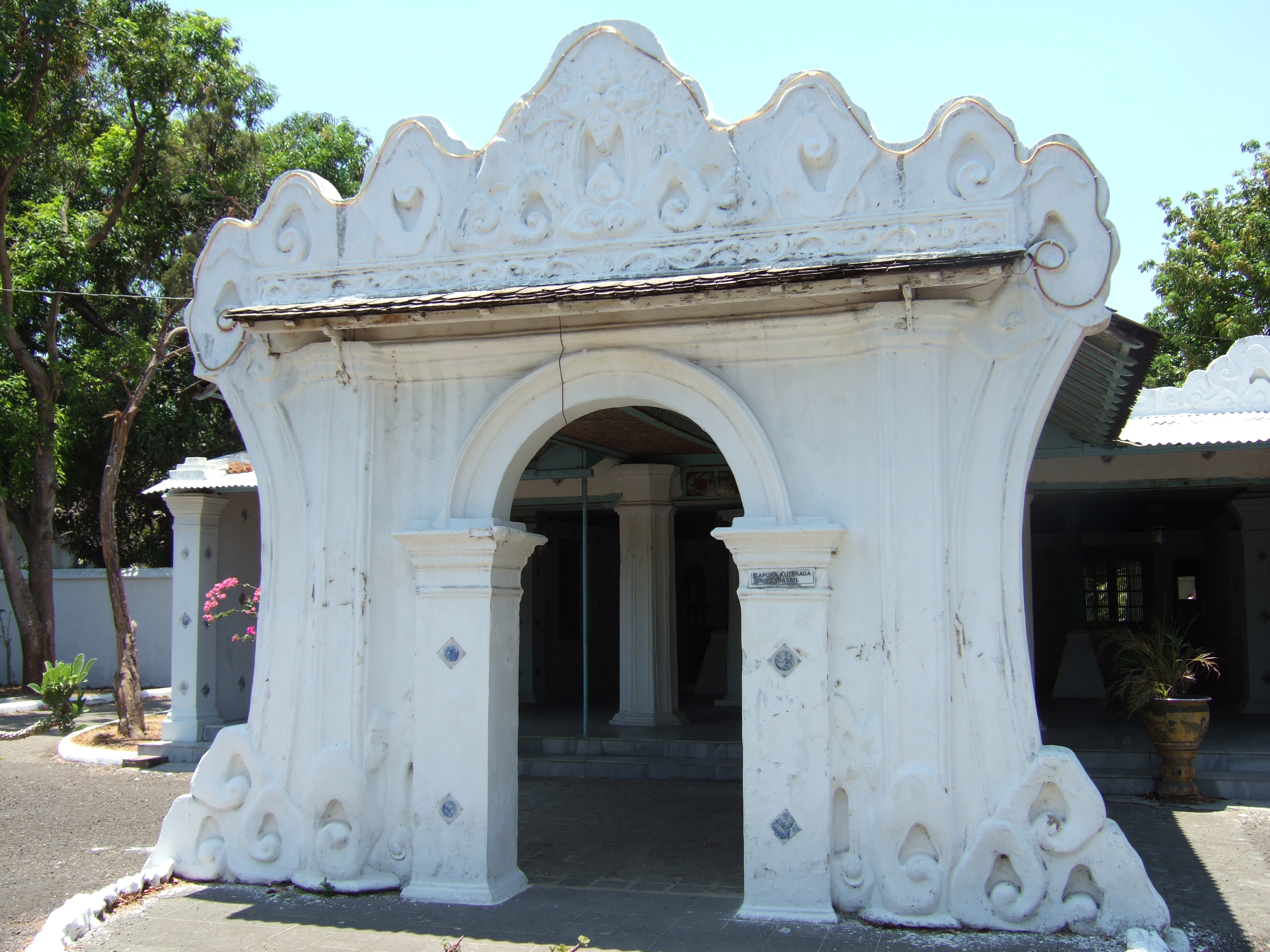
Entrée du Kraton Kasepuhan de Cirebon

- Kraton Kasepuhan, Kraton Kanoman, Kraton Kacirebonan et Kraton Kaprabonan à Cirebon dans l'ouest de Java.

- Kraton Surakarta Hadiningrat à Surakarta et

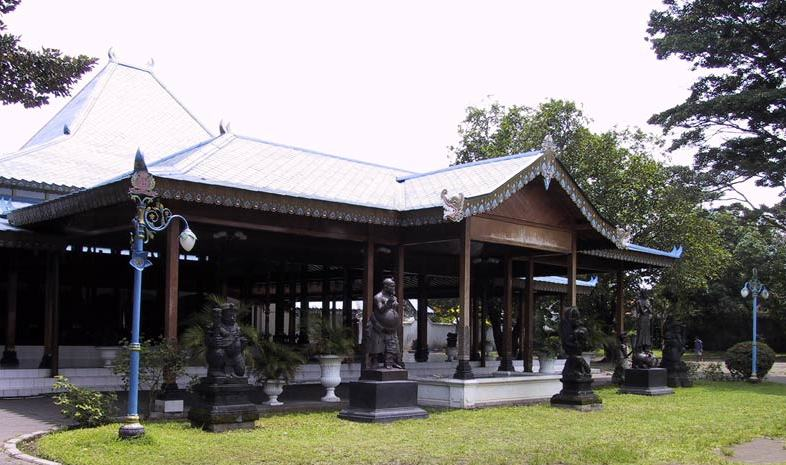
Un des bangsal (pavillons) du kraton de Yogyakarta

- Kraton Yogyakarta Hadiningrat à Yogyakarta dans le centre de Java.

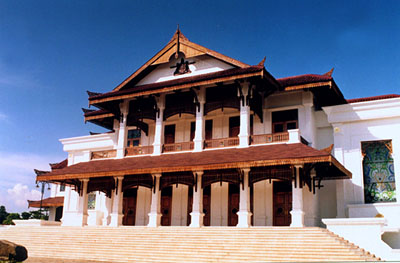
Le nouveau kedaton (palais royal) de Kutai Kartanegara, inauguré en 2002 à Tenggarong

- Kedaton Kutai Kartanegara à Tenggarong à Kalimantan oriental.